# Reginald Johnston
Sir Reginald Fleming Johnston (Edimburg, 1874–1938), acadèmic, diplomàtic i tutor de Pu Yi, l'últim Emperador de la Xina. Va estudiar a les Universitats d'Edimburg i Oxford. En 1898 Johnston va entrar al Colonial Office, i va ésser destinat a Hong Kong. Johnston va esdevenir famós com a tutor de Pu Yi, l'últim Emperador de la Xina. Va ésser el primer estranger per entrar a la Ciutat Prohibida de Beijing. Johnston va retornar a Gran Bretanya l'any 1934, esdevenint Professor de xinès a la Universitat de Londres.

## obres publicades
- Johnston, Reginald Fleming. Remarks on the Province of Shantung.  Cornell University Library, 1905,2009. ISBN 978-1112557781.
- Johnston, Reginald Fleming. From Peking to Mandalay: A Journey from North China to Burma Through Tibetan Ssuch'uan and Yunnan.  Soul Care Publishing, 1908,2008. ISBN 0968045979.
- Johnston, Reginald Fleming. Lion and Dragon in Northern China.  Nabu Press, 1910,2010. ISBN 978-1148732503.
- Johnston, Reginald Fleming. A Chinese Appeal to Christendom Concerning Christian Missions.  Nabu Press, 1911,2010. ISBN 978-1149016121.
- Johnston, Reginald Fleming. Buddhist China.  Soul Care Publishing, 1913,2010. ISBN 0968045936.
- Johnston, Reginald Fleming. Letters to a Missionary.  Cornell University Library, 1918,2009. ISBN 978-1112048616.
- Johnston, Reginald Fleming. The Chinese Drama.  Kelly and Walsh, 1921.
- Johnston, Reginald Fleming. Twilight in The Forbidden City.  Soul Care Publishing, 1934,2008. ISBN 0968045952.
- Johnston, Reginald Fleming. Confucianism and Modern China.  Soul Care Publishing, 1935,2008. ISBN 0968045944.